# Kreis Oldenburg in Holstein
Der Kreis Oldenburg in Holstein war von 1867 bis 1970 ein Kreis in der preußischen Provinz Schleswig-Holstein bzw. im Land Schleswig-Holstein. Sein Gebiet gehört heute zum Kreis Ostholstein.

## Nachbarkreise
Der Kreis grenzte Anfang 1970 im Westen an die Kreise Plön und Eutin. Im Norden, Osten und Süden grenzte er an die Ostsee.

## Geschichte
Gegründet wurde der Kreis Oldenburg durch die preußische „Verordnung, betreffend die Organisation der Kreis- und Distriktbehörden, sowie die Kreisvertretung in der Provinz Schleswig-Holstein“ vom 22. September 1867.
Zusammengefasst wurden in ihm um das bisherige Amt Cismar und die Städte Neustadt, Oldenburg und Heiligenhafen sowie das Kirchdorf Neukirchen
- die Insel Fehmarn mit der Stadt Burg und drei Kirchspielen
- 11 Großherzoglich Oldenburgische Fideikommißgüter Stendorf, Mönchneversdorf, Lensahn, Kuhof und Kremsdorf, Bollbrügge, Sebent, Lübbersdorf, Koselau, Sievershagen und Dorf Sütel
- die adligen Güter Augustenhof, Brodau, Burau, Claustorf, Ehlerstorf, Farve, Gaartz, Goddendorf, Görtz, Großenbrode, Güldenstein, Hasselburg (teilweise), Johannisthal, Kniphagen, Löhrstorf, Manhagen, Meischenstorf, Övelgünne, Peterstorf, Putlos, Rosenhof, Satjewitz, Schwelbek, Seegalendorf, Sierhagen, Siggen, Süßau, Testorf, Wahrendorf, Weißenhaus, Wintershagen,
- die Lübschen Stadtstiftsdörfer Bentfeld, Bliesdorf, Dazendorf, Goddendorf, Heringsdorf, Kembs, Klein Schlamin, Klotzin, Merkendorf, Marxdorf, Rollin und Sülstorf[2]

### NS-Zeit
Die erste NSDAP-Ortsgruppe in Kellenhusen wurde spätestens im August 1928 gegründet. In Kellenhusen gab es 1933 eine Reihe von NSDAP-Mitgliedern, darunter der Kreisbauernführer. Die Zustimmung der Bevölkerung zum Machtwechsel lag hoch. Am 24. April 1933 übernahm Alfred Dörr das Amt des Gemeindevorstehers, er blieb es bis 1943, der vorherige Vorsitzende Emil Feig wurde abgesetzt.
Unter den NSDAP-Mitgliedern des Kreises tat sich besonders der Altnazi Wilhelm Rohwedder hervor. Er war Mitglied der Nationalsozialistischen Volkswohlfahrt (NSV), Fördermitglied der Schutzstaffel (SS) und ab 1938 Mitglied im Reichskolonialbund. Außerdem war er Ortsbauernführer in Merkendorf (1940 bis 1946) und Bezirksbauernvorsteher in Schashagen (1943 bis 1946) sowie örtlicher Luftschutzleiter seines Betriebes in Beusloe. Rohwedder war nach dem Krieg von 1950 bis 1964 Landrat (Deutschland) des Kreises Oldenburg (Holstein).
Auch der hochrangige Nazi Gerhard Fischer, Mitglied der NSDAP ab 1929, ab Ende 1938 als Reichsstellenleiter im Stabsamt von Rudolf Heß und als SS-Hauptsturmführer im SD, spielte eine wichtige Rolle im Kreis. Er übernahm im November 1942 kommissarisch, und ab Juli 1943 endgültig bis Kriegsende das Landratsamt im Kreis Oldenburg in Holstein.
Der Terror des NS-Regimes verschonte auch die im Kreis Oldenburg in Holstein lebenden Juden nicht. Nach den Nürnberger Rassegesetzen von 1935 betraf dies auch die sog. Geltungsjuden gemäß der rassistisch erweiterten NS-Definition, die nicht mehr allein auf das jüdische Glaubensbekenntnis (s. Arisierung) abstellte. Von den in Oldenburg geborenen oder längere Zeit am Ort wohnhaften jüdischen Personen wurden in der NS-Zeit neun von dem NS-Regime als 'Juden' definierte Bürger verfolgt und ermordet. Im Jahr 2010 wurden sieben Stolpersteine zum Gedenken an die verfolgten Juden in Oldenburg auf Initiative von Schülern der Lensahner Fachschule für Sozialpädagogik verlegt. Die Wagrienschule übernahm die Patenschaft für die Pflege.
Die Judenverfolgung betraf auch die Leitung des „Hermann-Johanna-Kinderheim“, dem heutigen Haus für Müttererholung der AWO im Ostseebad Kellenhusen. Es wurde 1925 vom Verein für Kindererholungsheime in Berlin gekauft. Der Verkauf dieses einst besten Hotels am Platz löste in der Kellinghusener Bevölkerung einen Sturm der Entrüstung aus. Sie befürchteten, dass die Anwesenheit von kranken und sozial bedürftigen Kindern, überwiegend aus armen Familien, die Badegäste verscheuchen würde. Der Vereinsvorsitzende des Heims, Hermann Abraham, bemüht sich um einen Kompromiss und verwies auf höchste Anerkennung seines Vorhabens durch den Kaiser, die Kaiserin und Reichstagspräsident Paul von Hindenburg. Außerdem bot er zum Ausgleich etwaiger wirtschaftlicher Schäden für die Gemeinde eine jährliche Kurtaxe von mindestens 3.000 Mark an. Der Gemeinderat beschloss jedoch harte Auflagen: so waren die Kinder geschlossen auf dem Fahrdamm zu führen, das Singen in der Ortschaft zu unterlassen, und das Betreten des Strandes und der Wandelbahn zwischen Kurhaus und den Bädern für die Heimkinder untersagt. 1927 wurden zur Ostseeerholung insgesamt 1.067 Kinder betreut. Das Heim wurde nun nach dem Vornamen des jüdischen Ehepaares Hermann und Johanna Abraham benannt. 1932 starb Hermann Abraham. Als neuer Vorsitzender wurde Justizrat Hahn gewählt. Die Belegung des Heims litt unter der Weltwirtschaftskrise, das Heim machte Verluste. Die NS-Machtergreifung wirkte sich unmittelbar auch auf das Heim aus. Die NS-Führung bestimmte, dass Kinder nicht mehr in Heime eines Vereins entsendet werden könnten, dessen Leitung teilweise Juden anvertraut war. Die jüdischen Mitglieder des Vorstands sahen angesichts der beginnenden Judenverfolgung keine andere Möglichkeit, als vom Vorstand des Fördervereins zurückzutreten. Die NS-Gleichschaltung des Vereins setzte sich fort. Alleiniger Vorstand wurde NSDAP-Mitglied Hermann Althaus. Auch im Heim galt ab jetzt das „Führerprinzip“. Am 8. Dezember 1937 überschrieb der NS-Staat das Vereinseigentum an die Nationalsozialistische Volkswohlfahrt (NSV). Die zum Rücktritt gedrängten Vorstandsmitglieder wurden terrorisiert, verfolgt, deportiert und ermordet, darunter Laura Abraham, Karl Rindskopf, Paula Altmann und May Sittner. In der NS-Zeit soll der Abtransport behinderter Kinder des Heimes zur Vernichtung durch das couragierte Auftreten von Kellinghusener Bürger verhindert worden sein. Bei Ausbruch des 2. Weltkrieges wurde das Heim als ein Lazarett für Kriegsopfer umgerüstet.
Die Verfolgung betraf schließlich auch die im Kreis lebenden Sinti und Roma. Die meisten Unterlagen darüber wurden vernichtet. Vermutlich wurden mindestens zehn in Oldenburg in Holstein lebende „Zigeuner“, zusammen mit 226 aus ganz Schleswig-Holstein, im Mai 1940 von Hamburg aus deportiert, 13 davon kamen aus Rendsburg und Oldenburg in Holstein.
Zum Ende des Krieges lebten im Kreis Oldenburg in Holstein zum 1. Dezember 1945 über 40.000 Flüchtlinge.

### Nachkriegszeit
Bis 1954 wurde der Kreis – zur Unterscheidung von dem gleichnamigen Kreis in Niedersachsen – zunächst in Kreis Oldenburg (Holstein) umbenannt. Ab dem 1. Januar 1968 hieß er nach einer weiteren Umbenennung Kreis Oldenburg in Holstein.
Durch die Kreisgebietsreform von 1970 wurde der Kreis Oldenburg in Holstein mit dem Kreis Eutin zum neuen Kreis Ostholstein mit Verwaltungssitz in Eutin vereinigt. Die Vereinigung erfolgte mit Wirkung vom 26. April 1970 auf Basis des „Zweiten Gesetzes einer Neuordnung von Gemeinde- und Kreisgrenzen vom 23. Dezember 1969“.

## Einwohnerentwicklung
| Jahr | Einwohner | Quelle |
| ---- | --------- | ------ |
| 1867 | 46.956    | [ 14 ] |
| 1890 | 43.326    | [ 15 ] |
| 1900 | 43.932    | [ 15 ] |
| 1910 | 43.392    | [ 15 ] |
| 1925 | 45.500    | [ 15 ] |
| 1933 | 46.691    | [ 15 ] |
| 1939 | 49.924    | [ 15 ] |
| 1946 | 101.920   | [ 16 ] |
| 1950 | 99.556    | [ 15 ] |
| 1960 | 78.600    | [ 15 ] |
| 1968 | 87.200    | [ 17 ] |

## Landräte
Die Liste der Landräte des Kreises Oldenburg in Holstein gibt einen Überblick über die Landräte des schleswig-holsteinischen Kreises Oldenburg in Holstein bis zu dessen Auflösung im Jahr 1970:
| Landräte                | Partei | Partei | Amtszeit                                                        |
| ----------------------- | ------ | ------ | --------------------------------------------------------------- |
| Franz-Matthias Wenneker |        |        | 9. März 1868 – 1886                                             |
| Otto von Dewitz         |        | FKP    | 1886 – 1892                                                     |
| Ernst Springer          |        |        | 1892 kommissarisch, 1893 offiziell – August 1919                |
| Bodo Voigt              |        |        | August 1919 – 1921                                              |
| Ernst Poel              |        |        | 1920 kommissarisch, 1921 offiziell – 1927                       |
| Wolfgang Schmidt        |        |        | 16. Mai 1927 – April 1928 kommissarisch                         |
| Arno Hübner             |        | SPD    | 27. April 1928 – 6. Mai 1933                                    |
| Franz von Holleufer     |        |        | 7. Mai 1933 – 6. Dezember 1933                                  |
| Werner Mohr             |        | NSDAP  | 7. Dezember 1933 – 31. August 1941                              |
| Ernst Poel              |        |        | 1941 vertretungsweise                                           |
| Gerhard Fischer         |        | NSDAP  | November 1942 (kommissarisch), Juli 1943 offiziell – Kriegsende |
| Noerenberg              |        |        | Mai 1945 – September 1945                                       |
| Max Kuehne              |        |        | 20. September 1945 – 5. Februar 1946                            |
| Bodo Voß                |        |        | 5. Februar 1946 – 18. Oktober 1946                              |
| Karl Panitzki           |        | SPD    | 18. Oktober 1946 – 16. Oktober 1948                             |
| Wilhelm Rohwedder       |        | CDU    | 16. Oktober 1948 – 31. August 1964                              |
| Karl-Adolf Schlitt      |        |        | 1. September 1964 – 26. April 1970                              |

## Ämter und Gemeinden 1970
Zum Zeitpunkt seiner Auflösung war der Kreis in insgesamt 32 Gemeinden gegliedert, von denen 25 zu den acht Ämtern des Kreises gehörten.

(Gemeindenamen und Amtsgliederung Stand 26. April 1970)
| Burg auf Fehmarn, Stadt Grömitz Großenbrode Heiligenhafen, Stadt Neustadt in Holstein, Stadt Oldenburg in Holstein, Stadt Wangels |

Ämter und amtsangehörige Gemeinden
| - Amt Bannesdorf Bannesdorf Meeschendorf (Fehmarn) - Amt Grube Dahme Grube Kellenhusen (Ostsee) Riepsdorf - Amt Land Oldenburg Göhl Gremersdorf Heringsdorf Neukirchen | - Amt Landkirchen Avendorf Landkirchen - Amt Lensahn Beschendorf Damlos Harmsdorf Kabelhorst Lensahn Manhagen | - Amt Neustadt-Land Altenkrempe Schashagen Sierksdorf - Amt Petersdorf Dänschendorf Petersdorf (Fehmarn) - Amt Schönwalde Kasseedorf Schönwalde am Bungsberg |

## Ehemalige Gemeinden
Die folgenden Gemeinden des Kreises Oldenburg in Holstein wurden während seines Bestehens in andere Gemeinden eingegliedert:

(Gemeindenamen Stand 26. April 1970)
| Gemeinde                   | eingemeindet nach       | Datum              |
| -------------------------- | ----------------------- | ------------------ |
| Albertsdorf                | Avendorf                | 1. April 1937      |
| Alt Rathjensdorf           | Riepsdorf               | 1. Oktober 1937    |
| Altgalendorf               | Gremersdorf             | 1. April 1937      |
| Altjellingsdorf            | Landkirchen             | 1. April 1937      |
| Bentfeld                   | Schashagen              | 1. Oktober 1938    |
| Bisdorf                    | Landkirchen             | 1. April 1937      |
| Blieschendorf              | Avendorf                | 1. April 1937      |
| Bliesdorf                  | Schashagen              | 1. Oktober 1938    |
| Bojendorf                  | Petersdorf (Fehmarn)    | 1. April 1937      |
| Brenkenhagen               | Grömitz                 | 1. April 1938      |
| Cismar                     | Grömitz                 | 1. Januar 1970     |
| Dazendorf                  | Gremersdorf             | 1. April 1937      |
| Döhnsdorf                  | Wangels                 | 1. April 1939      |
| Fargemiel                  | Heringsdorf             | 1. April 1939      |
| Gahlendorf                 | Meeschendorf (Fehmarn)  | 1. April 1937      |
| Gammendorf                 | Landkirchen             | 1. April 1937      |
| Giddendorf                 | Gremersdorf             | 1. April 1937      |
| Gollendorf                 | Petersdorf (Fehmarn)    | 1. April 1937      |
| Gosdorf                    | Riepsdorf               | 1. Oktober 1937    |
| Griebel                    | Kasseedorf              | 1. April 1938      |
| Guttau                     | Cismar                  | 1. April 1938      |
| Hansühn                    | Wangels                 | 1. April 1939      |
| Hinrichsdorf               | Landkirchen             | 1. April 1937      |
| Hobstin                    | Schönwalde am Bungsberg | 1. Oktober 1938    |
| Hohenstein                 | Wangels                 | 1. April 1939      |
| Kassau                     | Altenkrempe             | 1. Oktober 1938    |
| Kembs                      | Gremersdorf             | 1. April 1937      |
| Klausdorf auf Fehmarn      | Bannesdorf              | 1. April 1937      |
| Klein Schlamin             | Schlamin                | 30. September 1928 |
| Klein Wessek               | Wessek                  | 30. September 1928 |
| Klötzin                    | Heringsdorf             | 1. April 1935      |
| Kopendorf                  | Petersdorf (Fehmarn)    | 1. April 1937      |
| Kraksdorf                  | Neukirchen              | 1. Oktober 1937    |
| Kröß                       | Oldenburg in Holstein   | 1. Oktober 1935    |
| Langenhagen                | Schönwalde am Bungsberg | 1. Oktober 1938    |
| Lemkendorf                 | Petersdorf (Fehmarn)    | 1. April 1937      |
| Lemkenhafen                | Petersdorf (Fehmarn)    | 1. April 1937      |
| Lenste                     | Cismar                  | 1. April 1938      |
| Lütjenbrode                | Großenbrode             | 1. Oktober 1937    |
| Marxdorf                   | Schashagen              | 1. Oktober 1938    |
| Merkendorf                 | Schashagen              | 1. Oktober 1938    |
| Mönchneversdorf            | Schönwalde am Bungsberg | 1. Oktober 1938    |
| Mummendorf                 | Landkirchen             | 1. April 1937      |
| Nanndorf                   | Altgalendorf            | 30. September 1928 |
| Neu Rathjensdorf           | Gremersdorf             | 1. April 1937      |
| Neujellingsdorf            | Landkirchen             | 1. April 1937      |
| Niendorf                   | Bannesdorf              | 1. April 1937      |
| Nienhagen                  | Grömitz                 | 1. April 1938      |
| Orth                       | Petersdorf (Fehmarn)    | 1. April 1937      |
| Ostermarkelsdorf           | Bannesdorf              | 1. April 1937      |
| Plügge                     | Göhl                    | 1. April 1939      |
| Presen                     | Bannesdorf              | 1. April 1937      |
| Puttgarden                 | Bannesdorf              | 1. April 1937      |
| Püttsee                    | Petersdorf (Fehmarn)    | 1. April 1937      |
| Rellin                     | Heringsdorf             | 1. April 1935      |
| Roge                       | Sierksdorf              | 1. April 1938      |
| Rüting                     | Cismar                  | 1. April 1938      |
| Sagau                      | Kasseedorf              | 1. April 1938      |
| Sahrensdorf                | Meeschendorf (Fehmarn)  | 1. April 1937      |
| Sartjendorf                | Landkirchen             | 1. April 1937      |
| Schlagsdorf                | Dänschendorf            | 1. April 1937      |
| Schlamin                   | Schashagen              | 1. Oktober 1938    |
| Sipsdorf                   | Lensahn                 | 1. Juli 1936       |
| Staberdorf                 | Meeschendorf (Fehmarn)  | 1. April 1937      |
| Strukkamp                  | Avendorf                | 1. April 1937      |
| Sulsdorf bei Heiligenhafen | Gremersdorf             | 1. April 1937      |
| Sulsdorf auf Fehmarn       | Petersdorf (Fehmarn)    | 1. April 1937      |
| Sütel                      | Neukirchen              | 1. Oktober 1937    |
| Suxdorf                    | Grömitz                 | 1. April 1938      |
| Techelwitz                 | Altgalendorf            | 30. September 1928 |
| Teschendorf auf Fehmarn    | Landkirchen             | 1. April 1937      |
| Teschendorf bei Oldenburg  | Gremersdorf             | 1. April 1937      |
| Thomsdorf                  | Riepsdorf               | 1. Oktober 1937    |
| Todendorf                  | Bannesdorf              | 1. April 1937      |
| Vadersdorf                 | Landkirchen             | 1. April 1937      |
| Vitzdorf                   | Meeschendorf (Fehmarn)  | 1. April 1937      |
| Wenkendorf                 | Dänschendorf            | 1. April 1937      |
| Wessek                     | Oldenburg in Holstein   | 1. Oktober 1935    |
| Westermarkelsdorf          | Dänschendorf            | 1. April 1937      |
| Wulfen                     | Avendorf                | 1. April 1937      |

Bis zu ihrer Auflösung in den 1920er Jahren gab es im Kreis Oldenburg in Holstein außerdem eine größere Zahl von Gutsbezirken.

## Kfz-Kennzeichen

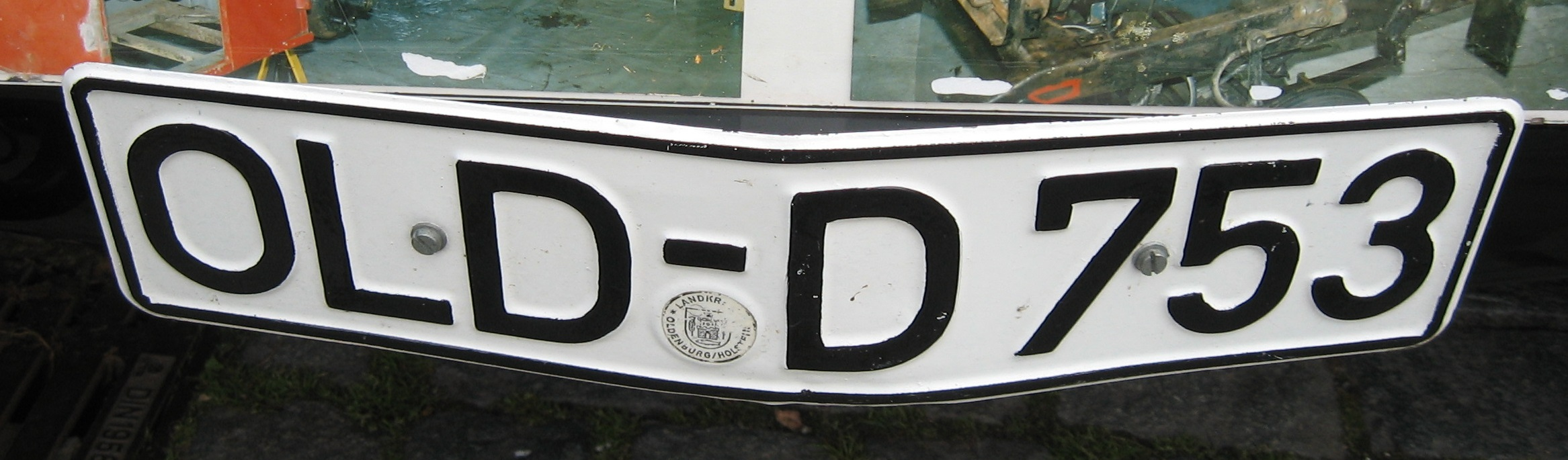

Am 1. Juli 1956 wurde dem Kreis bei der Einführung der bis heute gültigen Kfz-Kennzeichen das Unterscheidungszeichen OLD zugewiesen. Es wurde bis zum 25. April 1970 ausgegeben.